# Константинос Карагеоргис
Константинос Карагеоргис (на гръцки: Κωνσταντίνος Καραγιώργης) е гръцки учител и революционер, деец на Гръцката въоръжена пропаганда в Македония.

## Биография
Константинос Карагеоргис е роден в халкидическото гръцко село Агия Параскеви, тогава в Османската империя, днес в Гърция. Става учител и се присъединява към гръцкото революционно дело в Македония, насочено срещу българските чети на ВМОРО и Екзархията. Солунското гръцко консулство го използва за пропаганда в българските македонски села. Арестуван е от властите и затворен в Бялата кула в Солун, където умира.